# Swamp Thing (film)
Swamp Thing is een Amerikaanse film uit 1982 gebaseerd op het gelijknamige personage van DC Comics. De film werd geregisseerd door Wes Craven. Hoofdrollen werden vertolkt door Louis Jourdan, Adrienne Barbeau en Ray Wise.

## Verhaal
De film draait om de wetenschapper Alec Holland. Hij doet in een afgelegen moeras onderzoek naar het combineren van dieren en planten. Op deze manier hoopt hij een nieuwe levensvorm te maken die in de meest barre omstandigheden kan overleven. Er vindt een ongeluk plaats waardoor Alec zelf datgene wordt wat hij probeerde te maken. Hij is nu een plant/mens hybride genaamd Swamp Thing.
Swamp Thing trekt al snel de aandacht van de kwaadaardige Dr. Anton Arcane, die de formule waarmee Alec is veranderd voor zichzelf wil hebben.
In de climax van de film ondergaat Dr. Arcane ook een verandering, en vecht het uit met Swamp Thing.

## Rolverdeling
| Acteur           | Personage             |
| ---------------- | --------------------- |
| Ray Wise         | Dr. Alec Holland      |
| Dick Durock      | Swamp Thing           |
| Adrienne Barbeau | Alice Cable           |
| Louis Jourdan    | Dr. Anton Arcane      |
| David Hess       | Ferret                |
| Mimi Craven      | Arcane’s secretaresse |
| Al Ruban         | Charlie               |
| Ben Bates        | Arcane Monster.       |

## Achtergrond
De opnames voor de film vonden voornamelijk plaats op locatie in Charleston, Zuid-Carolina, en vlak bij Johns Island, Zuid-Carolina.
De film kreeg in 1989 een vervolg getiteld The Return of Swamp Thing.

## Prijzen/nominaties
Swamp Thing werd in 1983 genomineerd voor de Saturn Award voor “Beste Horrorfilm”, maar won deze niet.

## Trivia
- De Wilhelmschreeuw is verwerkt in de film. Hij is te horen wanneer Swamp Thing een crimineel uit de boot gooit.